# Посланник короля

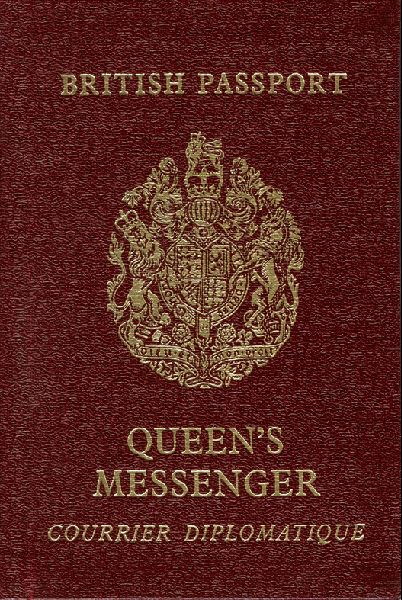
Британський паспорт посланця королеви (часів правління Єлизавети II), який подорожує в офіційних справах

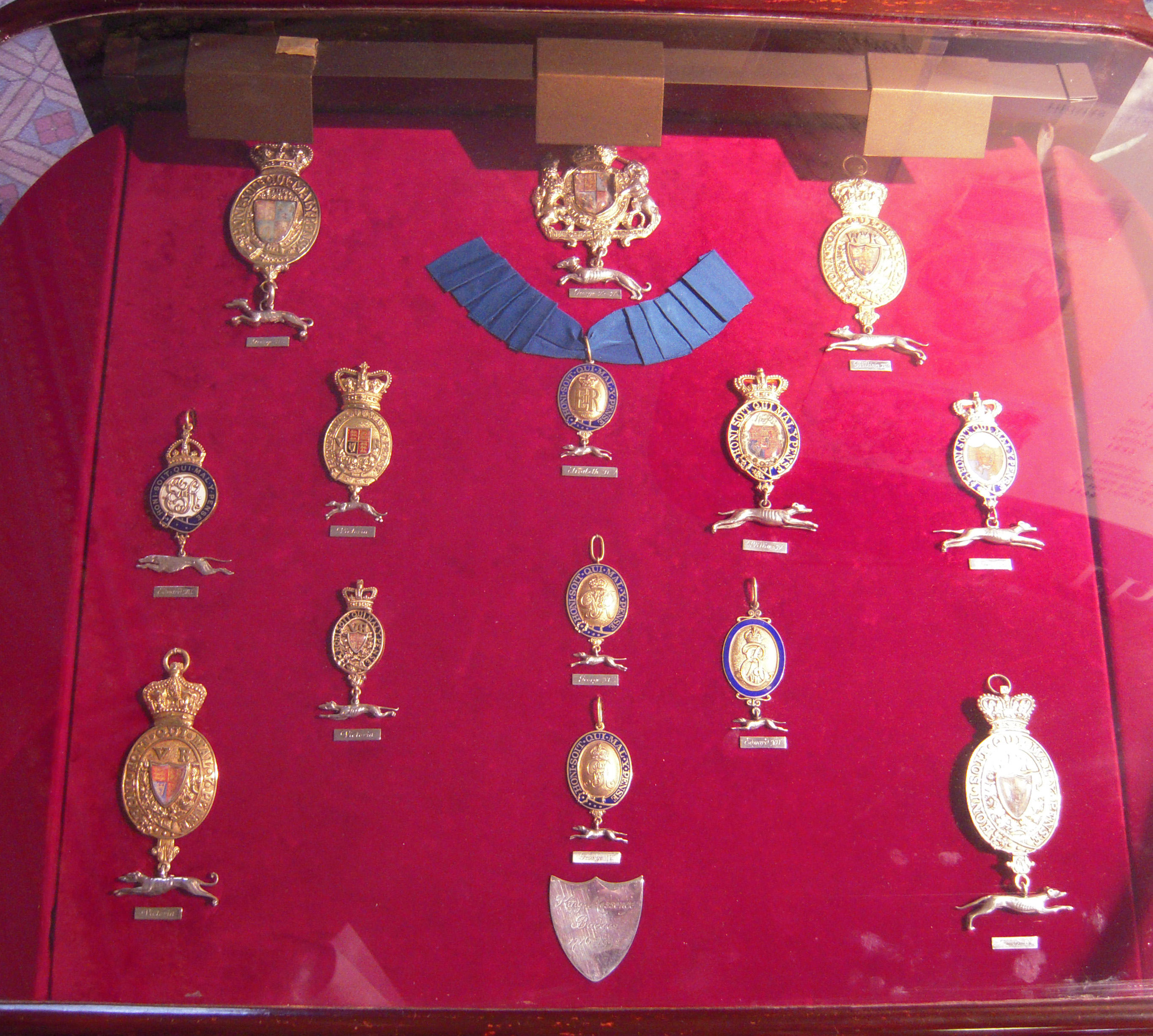
Значки Посланників короля або королеви з 18 по 20 століття, показані на виставці в Форин-офісі

Корпус посланників короля (або "Корпус посланників королеви" якщо поточним монархом є жінка) — служба дипломатичних кур'єрів Міністерства закордонних справ і справ Співдружності націй Великої Британії (яке також називають «Форин-офіс»). Вони перевозять секретні та важливі документи в посольства Великої Британії, високі комісії та консульства по всьому світу. Багато посланників короля є колишніми військовослужбовцями. Посланники, як правило, подорожують зі своїм вантажем в цивільному одязі на рейсах бізнес-класу звичайних авіакомпаній.
Безпечне перевезення дипломатичного багажу гарантується Віденською конвенцією про дипломатичні відносини, і з міркувань державної таємниці, пакунки із дипломатичним вантажем не підлягають звичайним перевіркам багажу в аеропортах. Конвенція забороняє митникам, співробітникам служби безпеки авіакомпанії чи будь-кому іншому відкривати, перевіряти рентгенівським випромінюванням чи зваженням, досліджувати будь-яким іншим чином дипломатичні вантажі. Сумка завжди закривається герметичною печаткою та має власний дипломатичний паспорт. Посланник короля має статус дипломатичного кур'єра і його не можна затримувати. Однак сам посланник і особистий багаж підлягають звичайним перевіркам.
Оскільки чинним британським монархом є король Карл III, британські дипломатичні кур'єри називаються «посланниками короля». За часів правління Єлизавети II вони називались «посланники королеви».

## Історія
Формальна роль і назва «Королівського Посланця» починає свою історію на початку 12 століття.
В книзі «King's Messengers 1199—1377» («Посланники короля 1199—1377»), авторства Мері Хілл, написано: «Робота королівських посланців, які переносять важливі повідомлення до всіх частин королівства та закордон, була життєво важливою для уряду середньовічної Англії … Найкращі посланники заслужено добре винагороджувались під час служби та на пенсії. Маючи титули „нунціїв“ або „гінців“, щоб відрізнити вершників від бігунів, вони були відомими фігурами в королівському дворі і часто були відомими за характерними прізвиськами. Мері Хілл вдалося визначити, з гардеробних і казначейських рахунків, та інших джерел, усіх посланників за правління Іоанна I, Генріха III та трьох перших Едвардів.»
Відомим посланником короля в XV столітті був Джон Норман, який був призначений у 1485 році королем Річардом III для передачі секретних документів. Під час заслання за часів протекторату Кромвеля, Карл II призначив чотирьох довірених людей передавати послань роялістським силам в Англії. Для підтвердження їх повноважень, король відламав чотири срібних фігурки ґрейгаунд від своєї тарілки, і дав по одній кожному з чотирьох чоловіків. Ці фігурки посвідчували що ці чоловіки дійсно є посланниками короля. Таким чином, срібний ґрейгаунд став символом служби королівських посланників. Під час формальних подій королівські посланники носять фігурки ґрейгаунд у вигляді медалі. В інший час, зокрема під час роботи, посланники носять краватки з узором у вигляді ґрейгаундів.
З часом, королівські посланники доказували свою ефективність, і тому їх кількість зростала. До 17-го сторіччя королівські посланники стали важливою службою при монарху. Починаючи з 1795 року, коли Британія вторглася до Франції, посланників почали посилати закордон, і їх роль стала не тільки важливою, але ще й небезпечною.

## Сучасність
Із розвитком сучасних технологій комунікацій, роль посланників короля послабла, але поки оригінали документів все ще потрібно безпечно передавати між країнами, їх функція залишається цінною, але занепадає. Для передачі повідомлень тепер зазвичай використовуються зашифровані з'єднання.
В 1995 році кількість посланників становила 27 осіб. В березні 2015 року було шістнадцять штатних посланників, двоє на неповну зайнятість і один голова служби, тобто разом їх було 19 осіб, всі віком від 40 до 70 років. Їхня заробітна плата складала від 25 200 до 33 200 фунтів на рік. В грудні 2015 року в статті в газеті Daily Express було висловлено припущення про те, що служба посланників королеви «стикається зі скороченням витрат зі сторони Форин-офісу, який розглядає їх як спадщину минулої доби».